# Jane Smiley
Jane Smiley (Los Angeles, Califòrnia, 26 de setembre de 1949) és una escriptora estatunidenca, guanyadora del Premi Pulitzer el 1992 per la seva novel·la A Thousand Acres.

## Biografia
Smiley va néixer a Los Angeles (Califòrnia) però va créixer a Webster Groves, un suburbi de Saint Louis (Missouri). Allà, es va graduar a la John Burroughs School. Posteriorment va estudiar a la Universitat de Vassar i a la Universitat d'Iowa. Mentre treballava en el seu doctorat, va passar un any estudiant a Islàndia com a part del Programa Fulbright.
Smiley publicar la seva primera novel·la, Barn Blind, el 1980 i, el 1985, va guanyar el Premi O. Henry pel seu conte "Lily", el qual va ser publicat a The Atlantic Monthly. La seva novel·la de 1991 A Thousand Acres, basada en l'obra El rei Lear, va guanyar el Premi Pulitzer de ficció el 1992. Aquesta novel·la va ser adaptada en la pel·lícula homònima de 1997.
El 1995 va escriure un guió per a televisió per a un episodi d'Homicide: Life on the Street. Així mateix, el 2002, la seva novel·la curta The Age of Grief va ser adaptada en la pel·lícula The Secret Lives of Dentists.
Entre 1981 i 1996, Smiley va ensenyar escriptura creativa a la Universitat Estatal d'Iowa. El 2001, va ser triada membre de l'Acadèmia Estatunidenca de les Arts i les Lletres.

## Obres

### Novel·les
- Barn Blind (1980)
- At Paradise Gate (1981)
- Duplicate Keys (1984)
- The Greenlanders (1988)
- A Thousand Acres (1991)
- Moo (1995)
- The All-True Travels and Adventures of Lidie Newton (1998)
- Horse Heaven (2000)
- Good Faith (2003)
- Ten Days in the Hills (2007)
- Private Life (2010)
- Some Luck (2014)
- Early Warning (2015)
- Golden Age (2015)

### Novel·les juvenils
- The Georges and the Jewels (2009)
- A Good Horse (2010)
- True Blue (2011)
- Pie in the Sky (2012)
- Gee Whiz (2013)

### Reculls de contes
- The Age of Grief (1987)
- Ordinary Love & Good Will (1989)

### No ficció
- Catskill Crafts (1988)
- Charles Dickens (2003)
- A Year at the Races: Reflections on Horses, Humans, Love, Money, and Luck (2004)
- Thirteen Ways of Looking at the Novel (2005)
- The Man Who Invented The Computer (2010)